# Saint-Julien (Côte-d'Or)
Saint-Julien é uma comuna francesa na região administrativa da Borgonha-Franco-Condado, no departamento de Côte-d'Or. Estende-se por uma área de 16,5 km². Em 2010 a comuna tinha 1 492 habitantes (densidade: 90,4 hab./km²).